# Овелар, Фернандо
Фернандо Фабиан Овелар Мартинес (исп. Fernando Fabián Ovelar Martínez; род. 6 января 2004, Асунсьон) — парагвайский футболист, нападающий клуба «Пачука», выступающий на правах аренды за клуб «Атланте».

## Клубная карьера
Фернандо воспитывался в системе клуба «Серро Портеньо». Его дебют в высшей лиге состоялся 28 октября 2018 года в матче против клуба «3 февраля», где юный нападающий заработал жёлтую карточку. Свой первый гол в составе «сине-гранатовых» он забил уже в следующем матче чемпионата, «Олимпии» в парагвайском Суперкласико. Таким образом Фернандо стал не только самым молодым дебютантом парагвайского первенства, но и самым юным автором забитого мяча в истории турнира.

## Личная жизнь
Дед Фернандо, Херонимо Овелар, также был футболистом, в составе национальной сборной Парагвая он становился победителем Кубка Америки 1979 года.